# Janice Beard - Segretaria in carriera
Janice Beard - Segretaria in carriera (Janice Beard 45 WPM) è un film del 1999 diretto da Clare Kilner, al suo esordio alla regia, con protagonisti Eileen Walsh, Rhys Ifans e Patsy Kensit.

## Trama
Janice, una ragazza di Glasgow dalla fervida immaginazione, si trasferisce a Londra in cerca di un lavoro per pagare le cure della madre agorafobica. Grazie all'amica Violet trova un posto come segretaria in una compagnia automobilistica, dove si ritrova ai ferri corti con l'egocentrica responsabile del settore Julia e corteggiata dal collega Sean, in realtà una spia industriale interessata all'ultimo prototipo dell'azienda, oltre a fare i conti con la vita quotidiana degli impiegati in una grande città.

## Produzione
Il film ha avuto un budget di 2 535 000 sterline, di cui 868 000 in finanziamenti statali, oltre a 12 000 £ di finanziamenti statali in fase di scrittura e 210 000 £ in fase di promozione e stampa delle pellicole.

## Distribuzione
È stato presentato in anteprima al Festival internazionale del cinema di Edimburgo il 19 agosto 1999, venendo distribuito nelle sale cinematografiche britanniche a partire dal 5 maggio 2000.
Il film è stato distribuito nelle sale cinematografiche italiane dall'Istituto Luce a partire dal 29 ottobre 1999, preceduto da un'anteprima al cinema Nuova Olimpia di Roma alla presenza del cast e della troupe il 26 ottobre.

## Accoglienza
Il film è stato un insuccesso di critica e pubblico.

## Riconoscimenti
- 1999 – British Independent Film Awards
  - Candidatura al Premio Douglas Hickox per Clare Kilner